# Алма-Атинская улица (Орск)
А́лма-Ати́нская у́лица — улица в Октябрьском районе города Орска Оренбургской области. Расположена между улицами Горького и Новосибирской, параллельно улице Черниговской. Названа решением Сталинского горисполкома № 147 от 10.03.1953 года именем города Алма-Ата Казахской ССР.
Улица начала застраиваться в 1950-е годы. В настоящее время на улице расположен детский сад № 64, жилых домов к улице не приписано.